# یوریکو، شاهدخت میکاسا
شاهدخت میکاسا  (به ژاپنی: 崇仁親王妃百合子؛ زادهٔ ۴ ژوئن ۱۹۲۳ – درگذشتهٔ ۱۵ نوامبر ۲۰۲۴) همسر کوچکترین پسر امپراتور تایشو، شاهزاده میکاسا بود. او در هنگام مرگ مسن‌ترین عضو خانوادهٔ امپراتوری ژاپن بود.
یوریکو، شاهدخت میکاسا در ۱۲ نوامبر ۲۰۲۴، در سن ۱۰۱ سالگی بر اثر سینه‌پهلو درگذشت.